# Meseta Comiteca
La Meseta Comiteca-Tojolabal es una de las regiones del estado de Chiapas en México. Está conformada por siete municipios: Comitán de Domínguez, La Independencia, La Trinitaria, Las Margaritas, Las Rosas, Maravilla Tenejapa y Tzimol.

## Demografía
De acuerdo a los resultados del Conteo de Población y Vivienda 2010 del INEGI, la población estatal asciende a 4,796,580 habitantes, de los cuales, 417,522 habitan en los municipios que integran la región Meseta Comiteca Tojolabal, representan el 8.70% de la población estatal siendo el 48.78% hombres y 51.21% mujeres. Los municipios de Comitán de Domínguez y Las Margaritas son los más poblados, entre los dos concentran al 60.4% de la población regional.

### Población indígena
De los 141, 013 personas que habitan en la región, 69, 737 personas hablan al menos una lengua indígena, es decir el 49.45% de la población total regional. 
Al realizar un comparativo municipal se observa que el municipio con mayor porcentaje de personas hablantes de lengua indígena es Las Margaritas con el 71.08%, seguido de La Trinitaria con el 9.6%.

## Medio físico

### Clima
En esta región se presentan climas de los grupos semicálidos y cálidos. Predomina el 
semicálido húmedo con lluvias abundantes de verano, seguido por el clima semicálido 
subhúmedo con lluvias de verano.
Durante los meses de mayo a octubre, la temperatura mínima promedio va desde los 9 °C y hasta los 22.5 °C, predominando los 15 °C a 18 °C en el 34.57% de la región y de 12 °C a 15 °C en el 27.58% de la región. En este mismo periodo, la temperatura máxima promedio oscila de los 18 °C y hasta los 34.5 °C, predominando los 24 °C a 27 °C en el 42.03% de la región y de 27 °C a 30 °C en el 20.34% de la región. La precipitación pluvial en estos meses oscila de los 700 mm y hasta los 3,000 mm.
En el periodo de noviembre a abril, la temperatura mínima promedio va de los 3 °C a 
19.5 °C, predominando de 9 °C a 12 °C en el 39.06% de la región y de 12 °C a 15 °C en el 
37.83% de la región; y la máxima promedio va de los 15 °C a 33 °C, predominando las 
temperaturas de 21 °C a 24 °C en el 37.49% de la región y de 18 °C a 21 °C en el 26.30% de

### Flora
La región presenta una cobertura vegetal compuesta principalmente por vegetación 
secundaria, (bosque de coníferas, mesófilo de montaña y de encino; selva perennifolia y 
caducifolia), vegetación inducida y bosque de coníferas.
Algunas especies comunes de árboles que podemos encontrar son: nanche, roble, caoba, 
ciprés, pino, romerillo, sabino, manzanilla, amate, cedro, ceiba y chicozapote.

### Fauna
Producto del crecimiento demográfico que ha ido destruyendo el hábitat natural de la 
fauna, la práctica de la cacería furtiva y la deforestación de áreas verdes muchas de las 
especies nativas de la región han desaparecido o bien se encuentran en riesgo de extinción. 
Algunas de las especies que sobresalen son: víboras de diferentes especies entre ellas boa,
masacuata, iguanas de roca y ribera, correcaminos, chachalaca, gavilán blanco, comadreja, tortuga plana, zopilote rey, armadillo, jabalí, mapache, tejón, gavilán golondrino, ardilla 
voladora, entre otras.

### Hidrografía
En Meseta Comiteca Tojolabal, encontramos la región hidrológica Grijalva-Usumacinta; y 
en las cuencas hidrográficas Río Grijalva–La Concordia y Río Lacantún.
Si se considera como inicio la presa Belisario Domínguez y como punto de salida la Presa 
Chicoasen, comprende una superficie de aporte directo al Cañón del Sumidero de 
6,700.21 km²; en ella se encuentran inmersas 2,665 localidades y 2,265 núcleos agrarios, ocupando una superficie de 2,687 km²
(40% de la superficie total de la cuenca).
Resultado de la permeabilidad del suelo y rocas, la cantidad de precipitación y pendiente del terreno en la región, esta presenta un coeficiente de escurrimiento mayor al 30%, indicativo de la gran aportación de la región al sistema hídrico estatal.
Los cuerpos de agua presentes en la región son: la presa Belisario Domínguez (La 
Angostura); las lagunas perennes: Tziscao, San Lorenzo, Montebello, San José, Azul, Pojoj, La Cañada y Euseba; y las lagunas intermitentes El Vergel y Jusnajab.

## Ubicación
La región Meseta Comiteca limita con las regiones de:
| Noroeste: Los Altos | Norte: Lacandona     |                 |
| Oeste: Los Llanos   |                      | Este: Guatemala |
|                     | Sur: Sierra Mariscal |                 |

- Datos: Q30911746